# 사릉로
 사릉로(Sareung-ro)는 경기도 남양주시 금곡동 금곡사거리에서  진접읍 연평2리 교차로잇는 도로이다.

## 주요 경유지
경기도
- 남양주시 (금곡동 . 진건읍 . 진접읍)

## 노선
| 이름              | 접속 노선                               | 소재지          | 소재지          | 비고                                           |
| 홍유릉로와 직결   | 홍유릉로와 직결                         | 홍유릉로와 직결 | 홍유릉로와 직결 | 홍유릉로와 직결                                |
| ----------------- | --------------------------------------- | --------------- | --------------- | ---------------------------------------------- |
| 금곡사거리        | 경춘로 홍유릉로                         | 남양주시        | 금곡동          | 남양주시도 제19호선 구간                       |
| 금곡역 교차로     | 금곡로19번길                            | 남양주시        | 금곡동          | 남양주시도 제19호선 구간                       |
| 어룡마을 교차로   | 사릉로58번길                            | 남양주시        | 금곡동          | 남양주시도 제19호선 구간                       |
| 송능삼거리        | 사릉로156번길 사릉로157번길             | 남양주시        | 진건읍          | 남양주시도 제19호선 구간                       |
| 송능교            |                                         | 남양주시        | 진건읍          | 남양주시도 제19호선 구간                       |
| 사릉 교차로       | 국도 제46호선 (신경춘로)                | 남양주시        | 진건읍          | 지방도 제383호선 구간 남양주시도 제19호선 구간 |
| 사능사거리        | 진건우회로                              | 남양주시        | 진건읍          | 지방도 제383호선 구간 남양주시도 제19호선 구간 |
| 용정사거리        | 진건오남로                              | 남양주시        | 진건읍          |                                                |
| 용신초교앞 교차로 |                                         | 남양주시        | 진건읍          |                                                |
| 용신 교차로       | 국가지원지방도 제86호선 (양진로) 용신로 | 남양주시        | 진건읍          | 남양주시도 제21호선 구간                       |
| 임송 교차로       | 독정로                                  | 남양주시        | 진건읍          | 남양주시도 제21호선 구간                       |
| 신와교            |                                         | 남양주시        | 진건읍          | 남양주시도 제21호선 구간                       |
|                   | 진접읍                                  | 남양주시        |                 | 남양주시도 제21호선 구간                       |
| 연평2리 교차로    | 국가지원지방도 제86호선 (양진로)        | 남양주시        |                 | 남양주시도 제21호선 구간                       |

## 주요 건물 및 시설
- 타이어뱅크 금곡점 (사릉로 4/금곡동 431-6)
- GS25 남양주금곡점 (사릉로 14/금곡동 416-1)
- 금곡우체국  (사릉로 17/금곡동 404-56)
- GS칼텍스 금곡역주유소 (사릉로 56/금곡동 404-3)
- SK에너지 사능주유소 (사릉로 225/사능리 106-1)
- 진건우체국 (사능로 405/용정리 794-12)
- S-OIL 동북주유소 (사능로 415/용정리 777-3)
- 용신초등학교 (사능로 474/신월리 87)